# 紐約州第六國會選區
紐約州第六國會選區（英語：New York's 6th congressional district）是美国纽约州的一個國會選區，範圍為紐約市皇后區中部，包括法拉盛、埃姆赫斯特、雷哥公園、森林小丘等區域。根據2010年美國人口普查，本選區約有717,707位居民，其中亞裔佔40.5%、白人佔33.2%、拉丁裔佔20.04%、非洲裔佔3.3%，為紐約州亞裔選民比例最高的選區。
本選區長期支持民主黨，1998年至2013年为格里高利·米克斯，自2013年起本區眾議員為民主黨的孟昭文（Grace Meng）。